# Willy Guhl

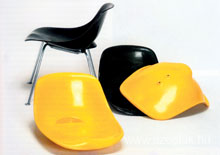
Chaise coque - Scobalit, fin des années 1940.

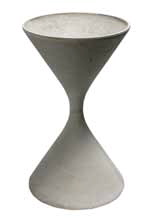
Le "Fuseau" d'A. Bee, élève de W. Guhl, - Eternit, 1951

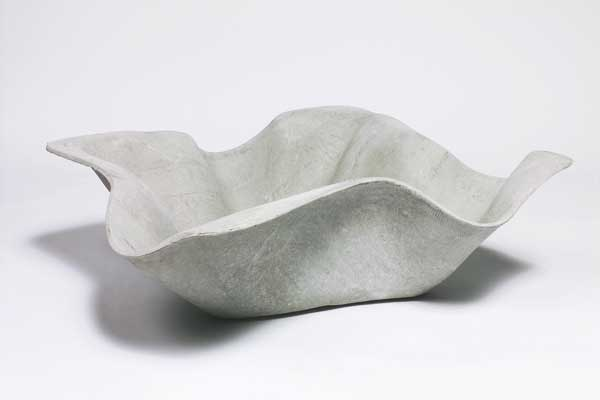
Oreille d'Éléphant - Eternit, 1951.

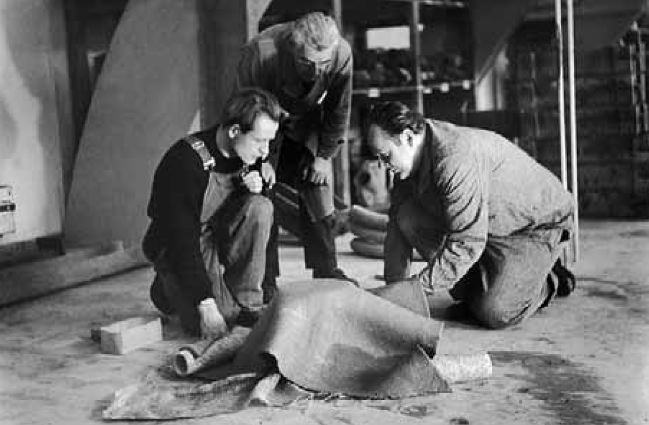
Conception de lOreille d'Éléphant - W. Guhl en compagnie de R. Haussmann (à gauche) et du mouleur Noser chez Eternit

Willy Guhl, né le 6 juillet 1915 et mort le  4 octobre 2004, est le pionnier du design industriel suisse. Il fait partie des représentants du néo-fonctionnalisme suisse. 
Il a été enseignant dans le domaine de l'aménagement intérieur.

## Enseignement
Fils de menuisier, Willy Guhl nait le 6 juillet 1915 à Stein am Rhein, en Suisse.
Après une formation d'ébéniste, il fréquente la 
Kunstgewerbeschule de Zurich. En 1939, il ouvre son propre atelier d'ébénisterie. En 1941, il devient enseignant dans le domaine de l'aménagement intérieur à la Kunstgewerbeschule, école qu'il dirige à partir de 1951. Parmi les élèves de Willy Guhl, toutes époques confondues, on trouve Robert Haussman, Anton Bee, Bruno Rey, l'architecte Karl Schneider, Stefan Zwicky, Ubald Klug, Kurt Thut ou Alfred Hablützel.
La maison Röthlisberger édite sa première pièce de mobilier en 1941, la Bankstuhl : une chaise-banc dont la structure est faite d’un élément de connexion châssis-support de forme élancée en bois et dont le dossier et l'assise sont en cannage de jonc. Les larges contours rectangulaires soulignent les dimensions généreuses de cette chaise qui, groupée avec d’autres, forme un banc. 
Après la Seconde Guerre mondiale, Willy Guhl participe au programme de l'institution d'aide au logement créée en 1945 pour produire des meubles simples destinés à la reconstruction de l'Europe.

## Les années 1950
L'époque des programmes d'habitations complets voit un nombre croissant de designers industriels s'intéresser aux modes de construction et matériaux innovants. Aux États-Unis, les concepteurs de la firme Herman Miller exploitent les possibilités du plastique, de la fibre de verre ou encore du bois moulé. En Europe, Willy Guhl est le premier designer à employer le scobalit pour sa chaise-coque, la fibre de verre pour son banc.
En 1951, la société Eternit AG à Niederurnen cherche à collaborer avec des créateurs externes et demande à Willy Guhl et ses étudiants de la Kunstgewerbeschule de travailler sur de nouveaux récipients à plantes. L'Eternit, mis au point pour la fabrication de toitures et de tuyaux, est un produit stable à texture fibreuse résistant à la traction, à la rupture et aux variations climatiques qui contient 10 % d'amiante. Connu depuis l'Antiquité, l'amiante est alors réexploité de façon innovante par l'industrie. Pour Guhl, « aucun matériau de construction utilisé de façon si fine ne donne autant de stabilité que l'Eternit ».
Cette expérience menée avec Eternit ne stimule pas seulement Guhl sur le plan personnel, mais revêt également un rôle central dans son enseignement. Il s'agit alors de trouver de nouvelles formes et des techniques de fabrication originales en exploitant tout le potentiel du matériau. Ces recherches aboutissent à lOreille d'Éléphant (un morceau d'Eternit de forme carré moulé sur un support triangulaire - projet de Willy Guhl) et le Fuseau (qui se compose de deux cônes - projet d'Anton Bee). 
Par la suite, en tant que mandataire privé pour Eternit AG à Niederurnen, willy guhl crée des caisses à fleurs (1954) et des pots de fleurs Rondo et Exzenter (1955). Ces objets ne répondent pas seulement à des exigences esthétiques, techniques et logistiques mais, selon Guhl, avant tout sociales.

## La chaise ruban

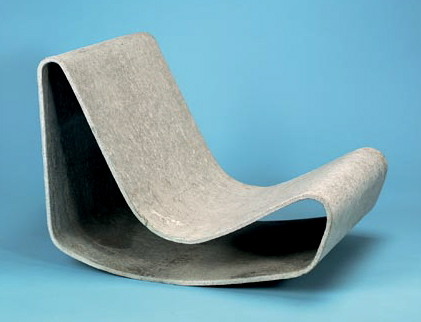
Chaise de plage - Eternit, 1954.

Le designer se lance également à la recherche de nouvelles formes d'assises. Comme dans les années 1940 pour sa chaise en scobalit où il utilise la terre glaise pour étudier les empreintes obtenues en s'asseyant, il mène une recherche fondamentale qui ouvre de nouvelles pistes en matière de design de meubles. En 1954, il crée sa géniale chaise de plage, dont la simplicité structurelle est parfaitement optimisée : il s'agit d'un ruban de fibrociment replié pour former une boucle. Le processus de fabrication, économique et facile, intéresse particulièrement l'entreprise Eternit, car réalisé à partir d'une plaque entière de fibro-ciment, sans chute ni rajout et moulé alors qu'il est encore frais. C'est en séchant qu'il acquiert son extrême rigidité. 
Du fait de son minimalisme, ce « siège ruban » se rapproche d'une sculpture abstraite - cf. le Ruban sans fin de Max Bill (1953). Ce classique du mobilier obtient le prix Die Gute Form en 1955. Il entrera plus tard au Vitra Design Museum de Weil am Rhein et au Museum für Gestaltung de Zurich. Vendu cinquante francs suisses en 1954, le modèle original, peut dépasser aujourd'hui[évasif] les 2 000 € dans les salles de vente[réf. nécessaire].  
En 1980, alors que l'amiante est de plus en plus décrié car perçu comme un risque environnemental, Eternit décide l'arrêt de la production de ce siège. En 2001, la création de Willy Guhl se heurte à la controverse : elle est retirée du Museum of Modern Art de la ville de New York après seulement deux semaines d'exposition. Pour obvier aux craintes liées à la présence d'amiante, la solution du Vitra Design Museum sera la vitrification de sa surface.

## Autres réalisations

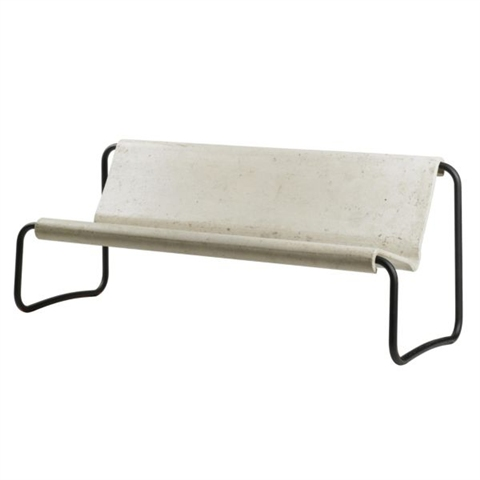
Banc attribué à Willy Guhl - Eternit, 1950

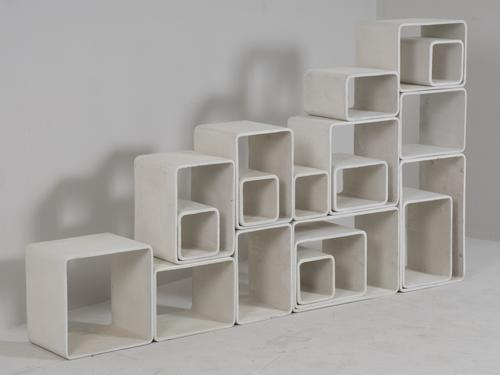
Système d'étagères attribué à Willy Guhl - Eternit, 1960.

Il est à noter que durant la période de collaboration de Guhl pour Eternit AG et postérieurement, un certain nombre de récipients et de pièces de mobilier dont les auteurs sont aujourd'hui difficilement identifiables, ont vu le jour.
Parallèlement et durant les années qui suivent cette collaboration avec Eternit, Willy Guhl multiplie les projets pour différentes entreprises, conçoit du mobilier d'intérieur, répond à des commandes publiques et participe notamment à la réalisation de machines agricoles.
À partir de 1981 il se retire de l'enseignement et poursuit son activité de concepteur.
En 1985, une exposition rétrospective lui est consacrée au Museum für Gestaltung de Zurich, intitulée « Willy Guhl - Gestalter und Lehrer » (« Willy Guhl - designer et professeur »). 
En 1998, il redessine sa chaise de plage : la nouvelle Loop Chair est faite d'un matériau exempt d'amiante, deux plis servant d'armatures et une assise légèrement surélevée pour accueillir la nouvelle petite table encastrable.
Sa dernière réalisation est la table Perreuse (2002) : d'une construction archétypique réduite à l'essentiel, cette « table-planche » repose sur deux piètements en noyer qui remplissent la double fonction de pied de table et de plateau. Entre les deux parties de bois se loge un plateau en marqueterie fait de différents matériaux résistants à la chaleur et aux acides :  Eternit, verre corrodé et résine.

## Rééditions
Lorsqu'il décède, le 4 octobre 2004 d'une crise cardiaque à l'âge de 89 ans à Hemishofen, dans le canton le Schaffhouse, son ami, collègue et ancien élève Robert Haussmann lui rend hommage : « Willy Guhl fut un inventeur, un expérimentateur, un chercheur et un visionnaire. Malgré cela, il ne se perdit pas dans l’utopie. Il se révéla être d’un pragmatisme touchant au génie ».
Le siège de plage de 1954, le tabouret Guhl ainsi que la chaise-coque en Scobalit (la première assise en fibre de verre fabriquée en Europe) représentent de manière exemplaire l'histoire du design d'après-guerre et la « préhistoire » des formes d'avant-garde.
Certaines de ses plus anciennes créations sont aujourd'hui rééditées : Eternit reprend avec la Loop Chair le principe de la chaise de plage et Vitra ressort le Mobelspiel (un jeu d'éveil en bois conçu en 1948) toujours fait main.